# Блоссом (телесериал)
«Блоссом» (англ. Blossom) — американский комедийный телевизионный сериал (ситком), повествующий о жизни девочки-подростка Блоссом Руссо, которая живёт с отцом и двумя братьями. Идея принадлежит Дону Рео.

## Сюжет
В начале сериала мать Блоссом бросает семью, чтобы посвятить себя своей личной жизни и карьере; сериал посвящён попыткам семьи приспособиться к новой жизни. Тед Уэсс сыграл отца Блоссом, музыканта, пропадающего на концертах и в турах. Старший брат Блоссом, Энтони (Майкл Стоянов) является выздоровевшим алкоголиком и наркоманом, который в конечном счете становится медработником. Что касается второго брата, то это довольно стереотипный «тупой спортсмен», произносящий свою любимую фразу «Уоу!» на протяжении всего сериала.
Лучшая подруга Блоссом, Сикс, также играет значительную роль в жизни главной героини. Особенность Сикс в том, что она очень быстро говорит.
На протяжении сериала, в нем принимали участие многие известные люди: в первом сезоне во сне к Блоссом являются известные актеры из других сериалов NBC того времени: Филисия Рашад, Альф, Эстель Гетти. Также в сериале принимали участие такие знаменитости как Сонни Боно, Дэвид Фаустино, Хью Хефнер, Мистер Ти, Уилл Смит, Литл Ричард, Би Би Кинг и впоследствии ставшие знаменитыми Дэвид Швиммер и Джонни Галэки.

## Главные герои
- Блоссом Руби Руссо (Маим Бьялик) — младший ребёнок и единственная дочь Ника и Мэдди Руссо. Лучшая подруга Сикс. Девушка Винни, отношения с которым то прекращаются, то вновь возобновляются. Выносит жизненные уроки из того, что видит от своей семьи, друзей и т. д. на такие темы, как алкоголь, наркотики, развод и мн.др. В сериале Блоссом узнаёт от своего отца, что была названа в честь джазовой певицы, Блоссом Дайри.
- Николас «Ник» Руссо (Тед Уэсс) — отец Блоссом, Джо и Тони. После того, как Мэдди покинула семью, все обязанности по дому легли на него. Ник играет на пианино в различных группах. Позднее он женится на Кэрол и становится отчимом для Кэннеди и дедушкой для Нэша. Относится к Сикс, как к своей собственной дочери.
- Энтони «Тони» Руссо (Майкл Стоянов) — бывший наркоман и алкоголик, он с трудом может вспомнить те четыре года своей жизни. Тони встречается с моделью Плэйбоя, Рондой. Позднее женится на другой девушке, Шелли в результате кутежа в Лас-Вегасе. Прежде чем стать медработником, он работал в кондитерском магазине. В ноябре 1994 у Тони и Шелли рождается сын, Нэш Метрополитэн Руссо.
- Джозеф «Джоуи» Руссо (Джоуи Лоуренс) — игрок в бейсбол и любитель девушек. Средний ребёнок в семье. Принимает приглашение в государственный университет Аризоны, но в конечном счёте решает профессионально заняться бейсболом и окончить среднюю школу. Любимое слово: «Уоу!». Постоянно служит объектом внимания для Сикс.
- Сикс Дороти Люмьер (Дженна фон Ой) — лучшая подруга Блоссом. Влюблена в Джоуи. Родители Сикс разведены. Девушка проходит сложные испытания, включая проблему алкоголизма, отношения со взрослым женатым мужчиной и возможную беременность. Считает семью Руссо родной. Сикс разговаривает очень быстро, когда она радуется, зла или нервничает. Изначально роль Сикс была предложена актрисе Мелиссе Джоан Харт, но она отказалась от неё в пользу главной роли в другом телесериале «Кларисса объяснит всё». Дженна понравилась зрителям в пилотной серии, но в течение первого сезона она была перемещена в разряд «приглашённого гостя». Однако, в 1991 году её вновь включили в список главных ролей.
- Кэрол (Финола Хьюз) — английская леди. У неё есть дочь, Кэннеди от первого брака. Кэрол выходит замуж за Ника и становится мачехой для Блоссом, Тони и Джоуи.
- Мэдди Руссо (Мелисса Манчестер) — бывшая жена Ника и мать Тони, Блоссом и Джоуи. Бросает семью ради карьеры и переезжает в Париж. Через несколько лет она возвращается, чтобы снова соединиться с семьёй.
- Базз Ричмен (Барнард Хьюз) — отец Мэдди и дедушка Блоссом, Тони и Джоуи. Джазовый музыкант, ветеран войны, был многократно женат, но ребёнка родила ему только Руби, мать Мэдди. Базз любит женщин, алкоголь, сигареты и шутки.
- Винсент «Винни» Бонитарди (Дэвид Лэшер) — парень Блоссом, с которым их отношения то прекращались, то вновь возобновлялись. Винни никогда особо не нравился Нику, отцу Блоссом, но с течением времени он меняет своё мнение о Винни в лучшую сторону. Большую часть времени Винни проводит с семьёй Блоссом. Винни мыслит как довольно жёсткий парень, но время от времени он бывает милым.
- Шерон Люмьер (Гейл Эдвардс) — мать Сикс. Разведена. Встречалась с Ником какое-то время. Пытается быть хорошей матерью, несмотря на проблемы Сикс. Шерон и Сикс очень похожи, особенно своей манерой быстро разговаривать.
- Шелли Льюис Руссо (Самария Грэхем) — жена Тони и мать Нэша. Работает иллюстратором. Шелли планировала выйти замуж за своего давнего бойфренда Роско, но в Вегасе она напивается и выходит замуж за Тони. Рожает сына Нэша на заднем сидении автомобиля Nash Metropolitan.
- Кэннеди (Кортни Чейс) — юная восьмилетняя англичанка. Дочь Кэрол и её бывшего мужа — шотландца Грэхема. В одно время была влюблена в Джоуи. Лучшая подруга Фрэнка.

## Обзор сезонов
| Сезон | Серии | Серии | Даты показа      | Даты показа     | Место | Рейтинг | Зрители (млн) |
| Сезон | Серии | Серии | Первая серия     | Последняя серия | Место | Рейтинг | Зрители (млн) |
| ----- | ----- | ----- | ---------------- | --------------- | ----- | ------- | ------------- |
| 1     | 14    | 14    | 5 июля 1990      | 29 апреля 1991  | 46    | 12.1    | 19.0          |
| 2     | 24    | 24    | 16 сентября 1991 | 4 мая 1992      | 33    | 12.9    | 20.4          |
| 3     | 26    | 26    | 10 августа 1992  | 17 мая 1993     | 27    | 13.5    | 21.0          |
| 4     | 28    | 28    | 24 сентября 1993 | 23 мая 1994     | 32    | 12.2    | 18.5          |
| 5     | 22    | 22    | 26 сентября 1994 | 22 мая 1995     | 55    | 10.4    | 15.6          |

## Съёмки пилотной серии
Пилотная серия «Блоссом» была отснята весной 1990 года. В то время как Маим Бялик была утверждена на роль Блоссом, она также снималась в другом проекте канала Fox, сериалом под названием «Molloy» вместе с Дженнифер Энистон. Оба канала NBC и Fox планировали транслировать оба проекта Бялик в 1990 в независимости от того, какой из них будет успешнее. «Блоссом» вышел на экраны первым с пилотной серией 5 июля 1990. Через четыре недели Fox начал показ семи эпизодов «Molloy», снятых ещё в 1989 без участия Бялик. «Molloy» получил низкие рейтинги и в результате канал Fox снял его с экрана после окончания седьмого эпизода, в то время как NBC был доволен успехом пилотной серии «Блоссом».
В пилотной серии Блоссом живёт с обоими родителями, которые находятся на грани развода. Изначально отца Блоссом играл Ричард Мейсер, а персонажа звали Терри Руссо; Бэрри Янгфэллоу играла мать Блоссом и изначально её звали Барбара Руссо. Никто из родителей не был связан с музыкальной карьерой. Так, Терри работал бухгалтером, а Барбара была домохозяйкой.
Оригинальной музыкальной темой сериала был хит Бобби Брауна «My Prerogative», который был представлен в пилотной серии во время того, как Блоссом танцует в своей спальне и снимает себя на камеру. Но потом песню заменили на «My Opinionation» исполнителя Dr. John. Если присмотреться, то можно заметить, что танец Блоссом и музыка расходятся в некоторых местах.